# Andrzej Bylicki (zm. 1576)
Andrzej Bylicki herbu Pobóg (zm. w 1576 roku) – podstarości biecki w 1565 roku.
Studiował na Akademii Krakowskiej, był wyznawcą kalwinizmu. 
Poseł na sejm piotrkowski 1565 roku z województwa krakowskiego.